# Triomphe d’Alsace

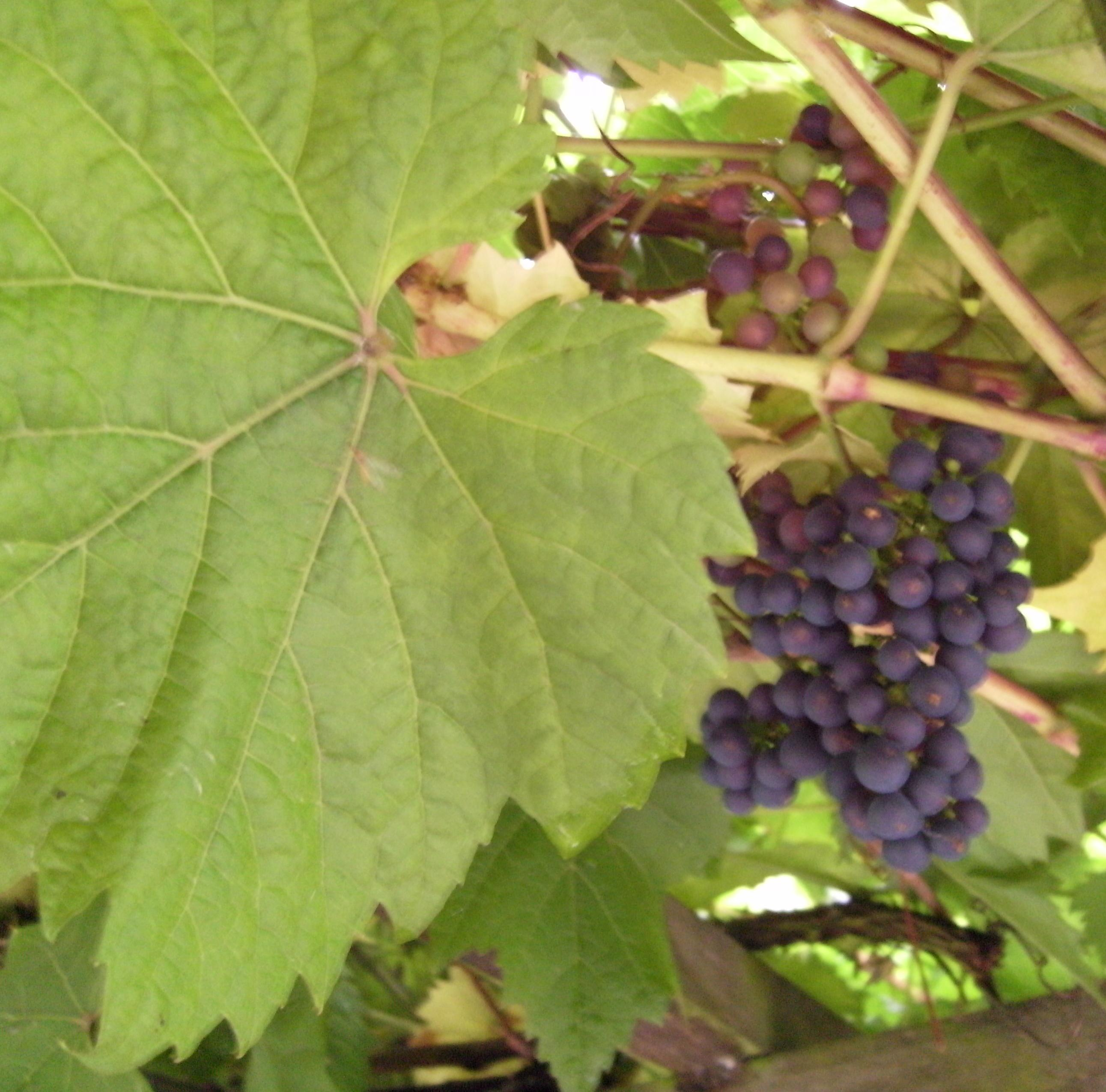
Trauben und Blätter von Triomphe d’Alsace.

Triomphe d’Alsace  ist eine Anfang des 20. Jahrhunderts im Oberlin-Institut in Colmar, Elsass durch den französischen Züchter Eugène Kuhlmann  gezüchtete Rotweinsorte. Sie ist eine Kreuzung zwischen (Vitis riparia × Vitis rupestris) × Knipperlé.
Triomphe d’Alsace ist früh reif, mit hoher Resistenz gegen den Mehltau wie auch gegen Botrytis cinerea. Somit kann weitgehend auf Pflanzenschutzmittel verzichtet werden. Diese Sorte ist daher speziell für kühlere Gegenden geeignet. Je nach Ausbau entsteht ein kräftiger Wein, der entfernt an einen Spätburgunder erinnern kann, aber einen unangenehmen Fox-Ton aufweist. Da die Beeren jedoch klein und von süßem Geschmack sind, wird die Rebsorte gelegentlich als Tafeltraube eingesetzt.
Da sie eine Hybridrebe ist, wurde der Anbau in der EU in den 1950er Jahren verboten und darf nur im Versuchsanbau angebaut werden. In England sind einige Anpflanzungen bekannt.
Die Rebsorte Neron ist aus derselben Kreuzung hervorgegangen und ist demnach verwandt. 
Siehe auch den Artikel Weinbau im Vereinigten Königreich sowie die Liste von Rebsorten.
- Synonym: Kuhlmann 319-1, Triumph, Triumph d’Alsace, Triumph vom Elsass
- Abstammung: 101-14 Millardet et de Grasset × Knipperlé